# Zuiderhout (Teteringen)
Park Zuiderhout is de naam van een zorgcentrum in Teteringen. Het is gevestigd op het terrein van het Missiehuis Sint-Franciscus Xaverius. Hier werden oorspronkelijk missionarissen van de congregatie der Missionarissen van Steyl (S.V.D.) opgeleid. Het Nederlands provincialaat van de congregatie is nog steeds hier gevestigd. Architect Johannes van Halteren verbouwde het complex in 1967 tot kloosterbejaardenoord voor teruggekeerde missionarissen. Hoofdgebouw en bijbehorend kerkhof zijn rijksmonumenten.

## Geschiedenis
Tot de opening van het nieuwe gebouw werden de eerste tien studenten van het missiehuis op 4 september 1915 gehuisvest in het herenhuis Het Hooghuis (het latere Restaurant Withof) aan de Hoolstraat in Teteringen. Het nieuwe missiehuis is gebouwd in de periode 1916/1917. In 1925/1926 werd het gebouw verder uitgebreid zodat er een U-vormig gebouw ontstond. Uit dezelfde tijd stamt het klokkentorentje op het dak en de neo-romaanse kapel. Rondom het complex lag een grote tuin. Een lindelaan (voorzijde) en beukenlaan (achterzijde) geven toegang tot het gebouw en de daarachter liggende grote tuin met kerkhof en Heilig Hartbeeld.
Doel van het gebouw was het opleiden van missionarissen. Op 23 oktober 1933 werd een eigen missiemuseum geopend. De paters deden hiervoor inspiratie op bij het volkenkundig museum van de KMA in Breda. Kort daarvoor (in 1931) was nabij het moederhuis van de congregatie in Steyl het Missiemuseum Steyl opgericht. Vanuit het missiehuis in Teteringen werden diverse andere huizen van de congregatie in Nederland gesticht, zoals het Lambertus Missiehuis in Helvoirt (1921), het kleinseminarie op het landgoed De Eikenhorst in Soesterberg (1924) en het missiehuis in Kalmthout (1932). Op 1 juli 1929 werd de vijver gegraven waarin paters 's zomers konden zwemmen en 's winters konden schaatsen.
Tijdens de eerste jaren van de Tweede Wereldoorlog doken diverse buitenlandse, waaronder Poolse, Engelse en Amerikaanse paters van de congregatie onder in Teteringen. Op 13 september 1943 werd het missiehuis gevorderd door de Duitsers. Een groot deel van de paters verhuisde gedurende een periode van twee jaar naar het huis van de congregatie in Venlo. Achtergebleven paters boden heimelijk onderdak aan verschillende geallieerde piloten waarbij zij werden geholpen door het Oosterhoutse verzet. Op 26 oktober 1944 werd het missiehuis door de Duitsers kortdurend in gebruik genomen als veldhospitaal (Lazaret). 30 oktober volgde de bevrijding door de Polen. In april 1945 bracht prinses Juliana een bezoek om te zwemmen in de vijver van het missiehuis (zij verbleef in deze periode samen met haar ouders in huize Anneville in Ulvenhout).
In 1962 werd het zwembad aangelegd, waarbij een deel van de zwemvijver verdween.
Uit dankbaarheid voor het feit dat het missiehuis behouden bleef tijdens de oorlog, bouwden de paters een Lourdesgrot. Deze grot werd onder andere gebruikt om te bidden voorafgaand aan een uitzending of andere reis. In 2009 werd de grot vervangen door een Mariakapel.

## Zorgcentrum
Na de Tweede Wereldoorlog nam het aantal roepingen van missionarissen sterk af, waarmee de oorspronkelijke functie van het gebouw overbodig werd. Na een verbouwing werd het gebouw in 1967 in gebruik genomen als bejaardenzorgcentrum voor paters die terugkeerden uit missiegebieden. Om aanbod van nieuwe bewoners te garanderen werden ook andere congregaties toegelaten. Hiervoor werden in de loop van de jaren afzonderlijke paviljoens gebouwd. Het zorgcentrum kreeg de naam Park Zuiderhout.
Hoewel het huidige zorgcentrum ook gericht is op de zorg voor leken, neemt de zorg voor oudere geestelijken en religieuzen nog een belangrijke plaats in. De volgende congregaties zijn in het zorgcentrum vertegenwoordigd:
- Missionarissen van Steyl
- Missionarissen van de Heilige Familie
- Catechisten van Breda
- Dominicanessen van Bethanië
- Franciscanessen van Etten
- Benedictinessen van het Heilige Sacrament
- Benedictijnen
- Congregatie van het Onbevlekt Hart van Maria (missionarissen van Scheut)
- Benedictinessen
- Dominicanessen van Neerbosch
- Reguliere Kanunnikessen van het Heilig Graf
- Missionarissen van het Heilig Hart
- Congregatie van de Heilige Harten van Jezus en Maria

Op het terrein zijn zorgappartementen, een zorghotel en een verpleegafdeling voor psycho-geriatrische zorg. Park Zuiderhout neemt deel aan Zorgzaam Thuis Breda, een samenwerkingsverband tussen verpleeg- en verzorgingstehuizen in Breda.

### Woonachtig geweest op Park Zuiderhout
- bisschop Muskens verhuisde op 2 februari 2008 naar Park Zuiderhout om bij de benedictijnen te leven als 'regulier oblaat'. Later trok hij in bij de Missionarissen van Scheut die als een afzonderlijke gemeenschap in het zorgcentrum wonen. In april 2013 overleed hij daar aan een hartstilstand;
- Philippe Bär, woonachtig van 2020 tot zijn overlijden in 2025,[2]

## Galerij

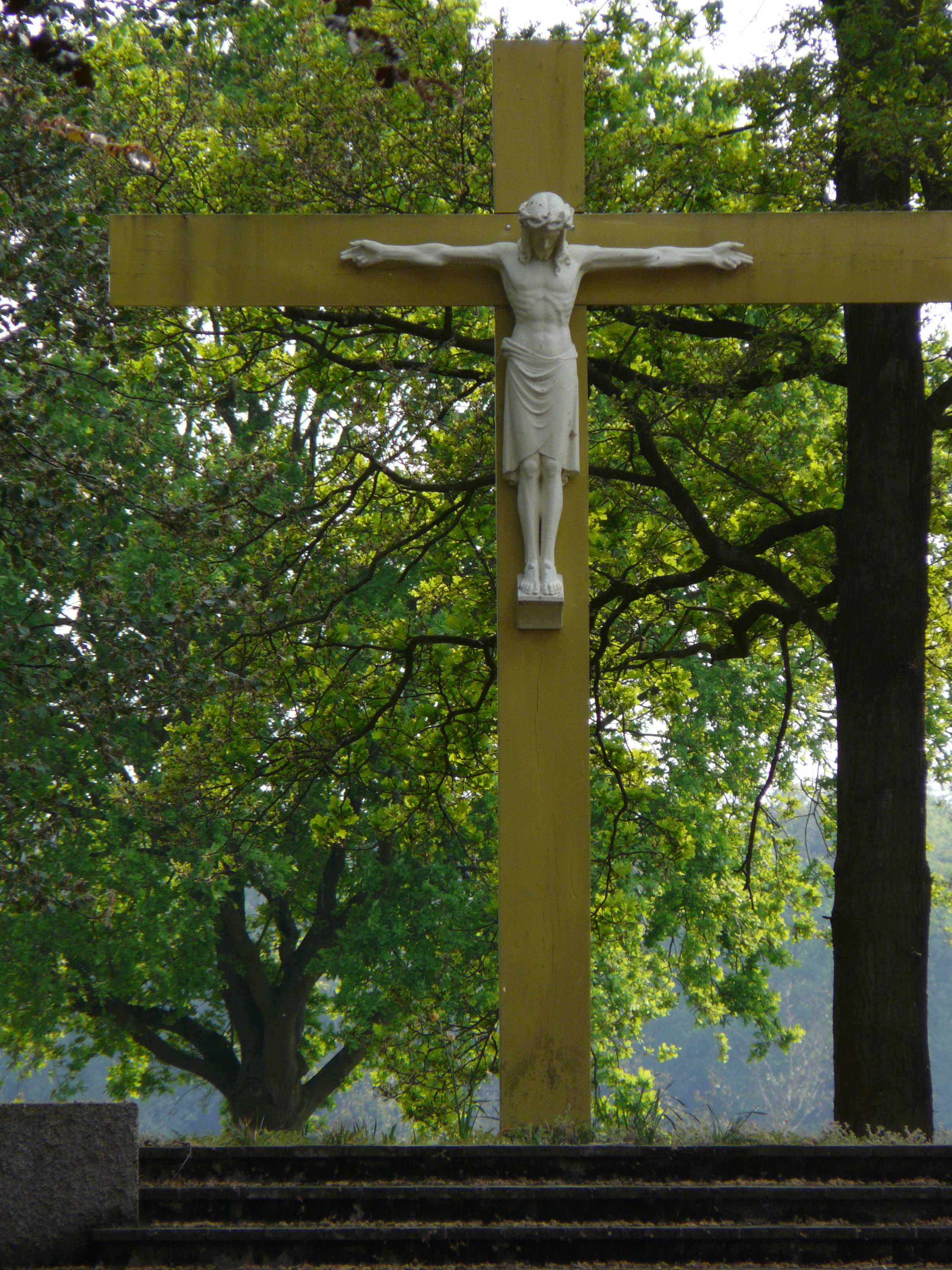
Kruisbeeld
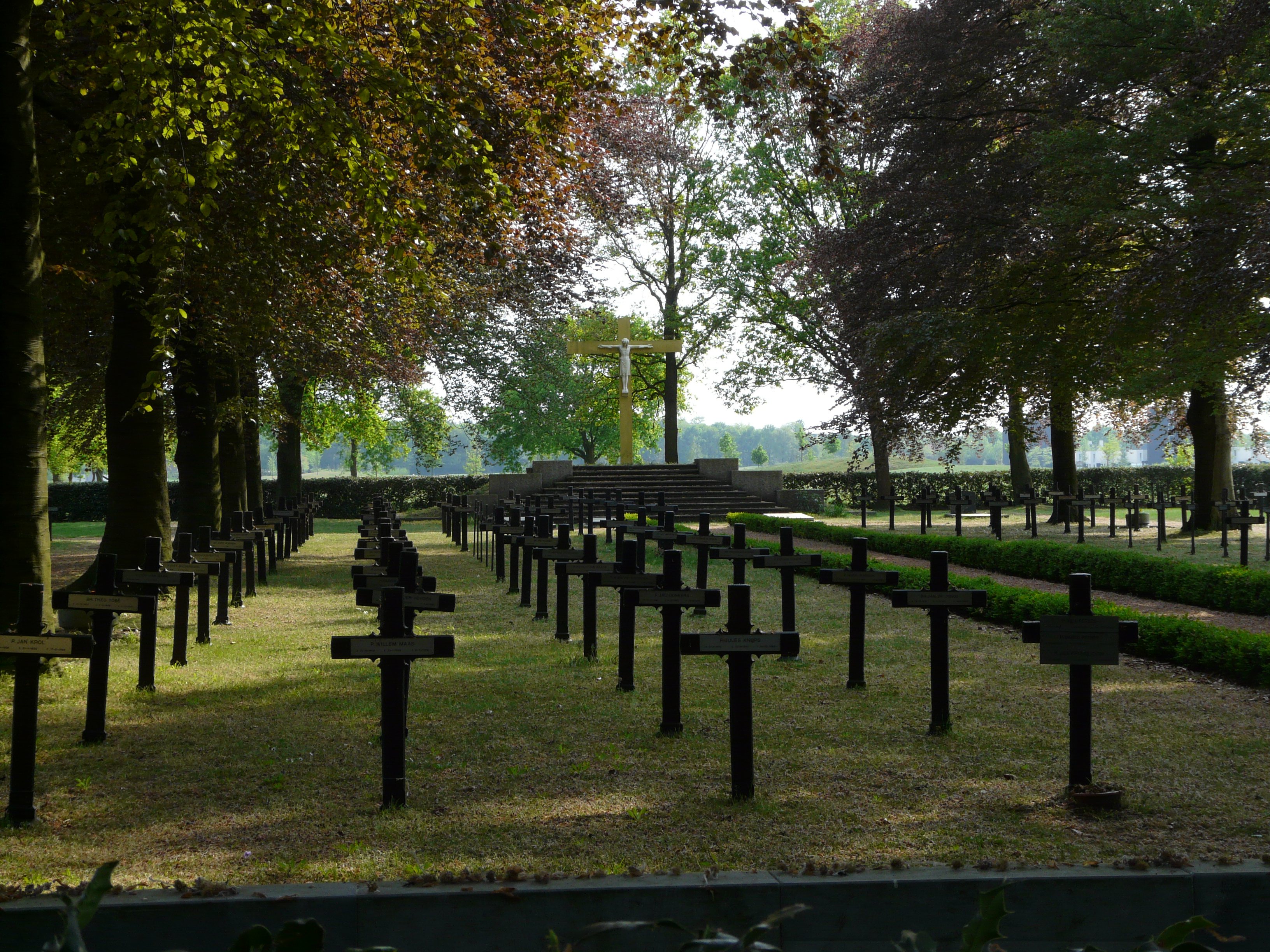
Begraafplaats
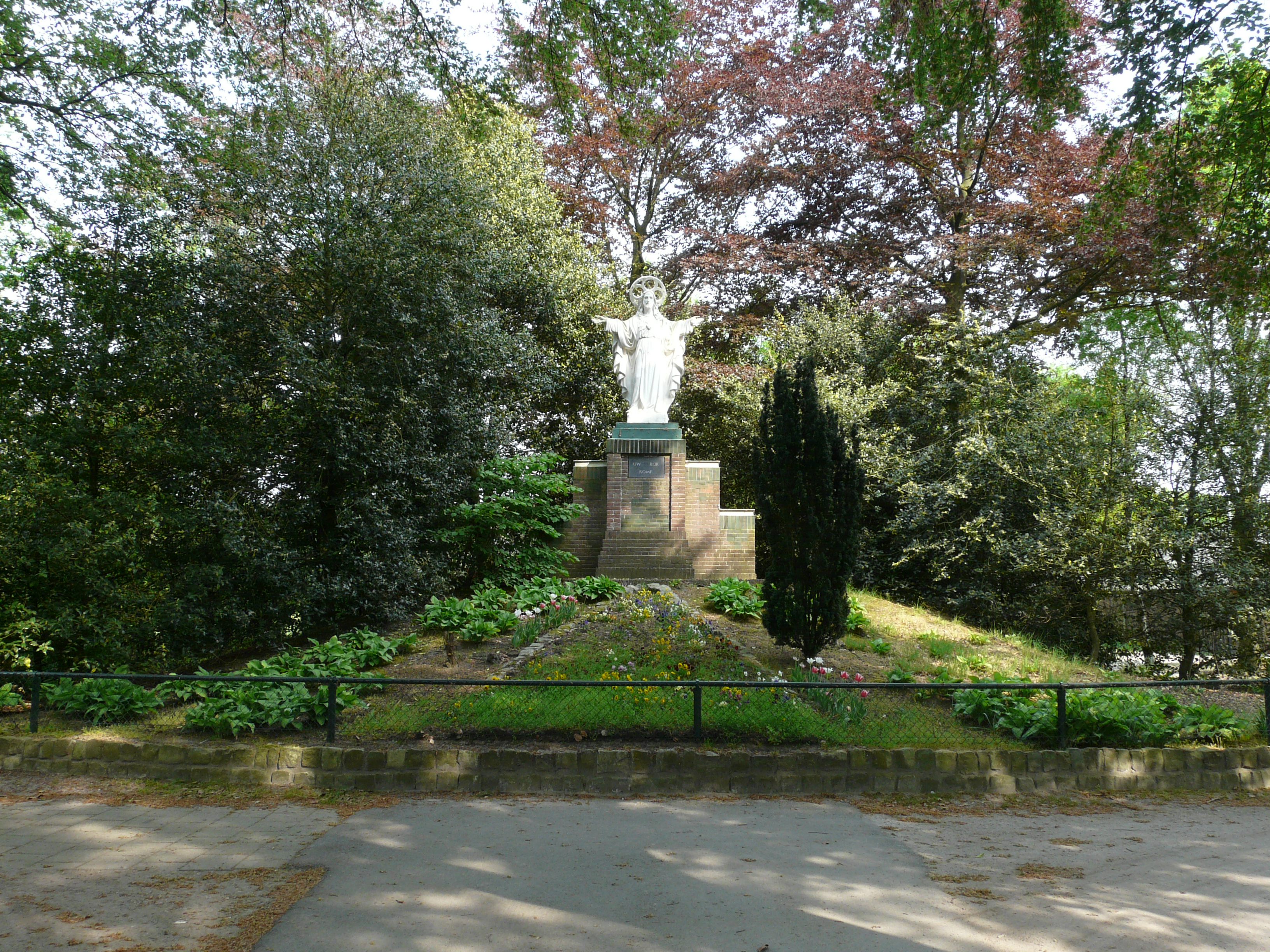
Heilighart beeld uit 1930
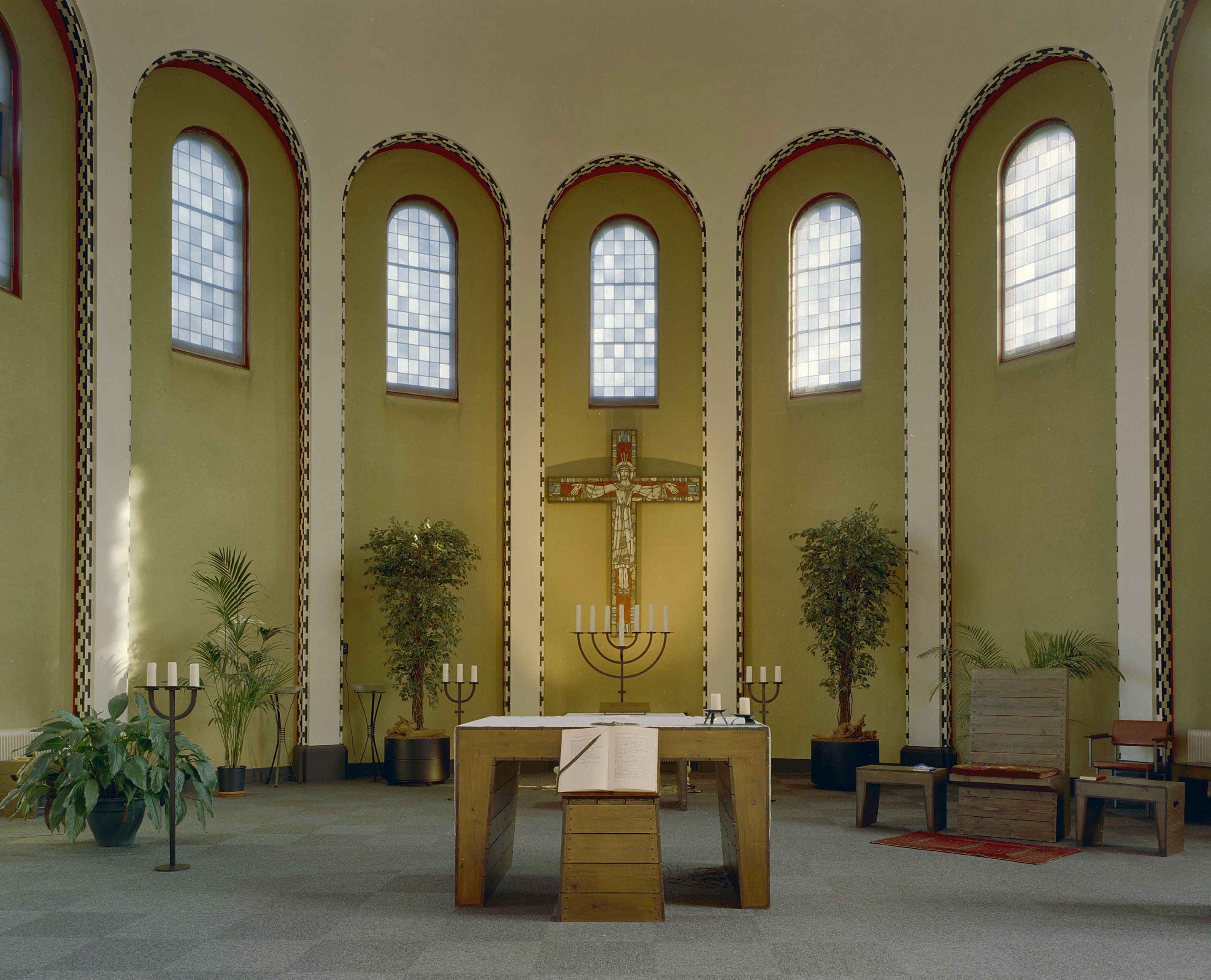
Kloosterkerk
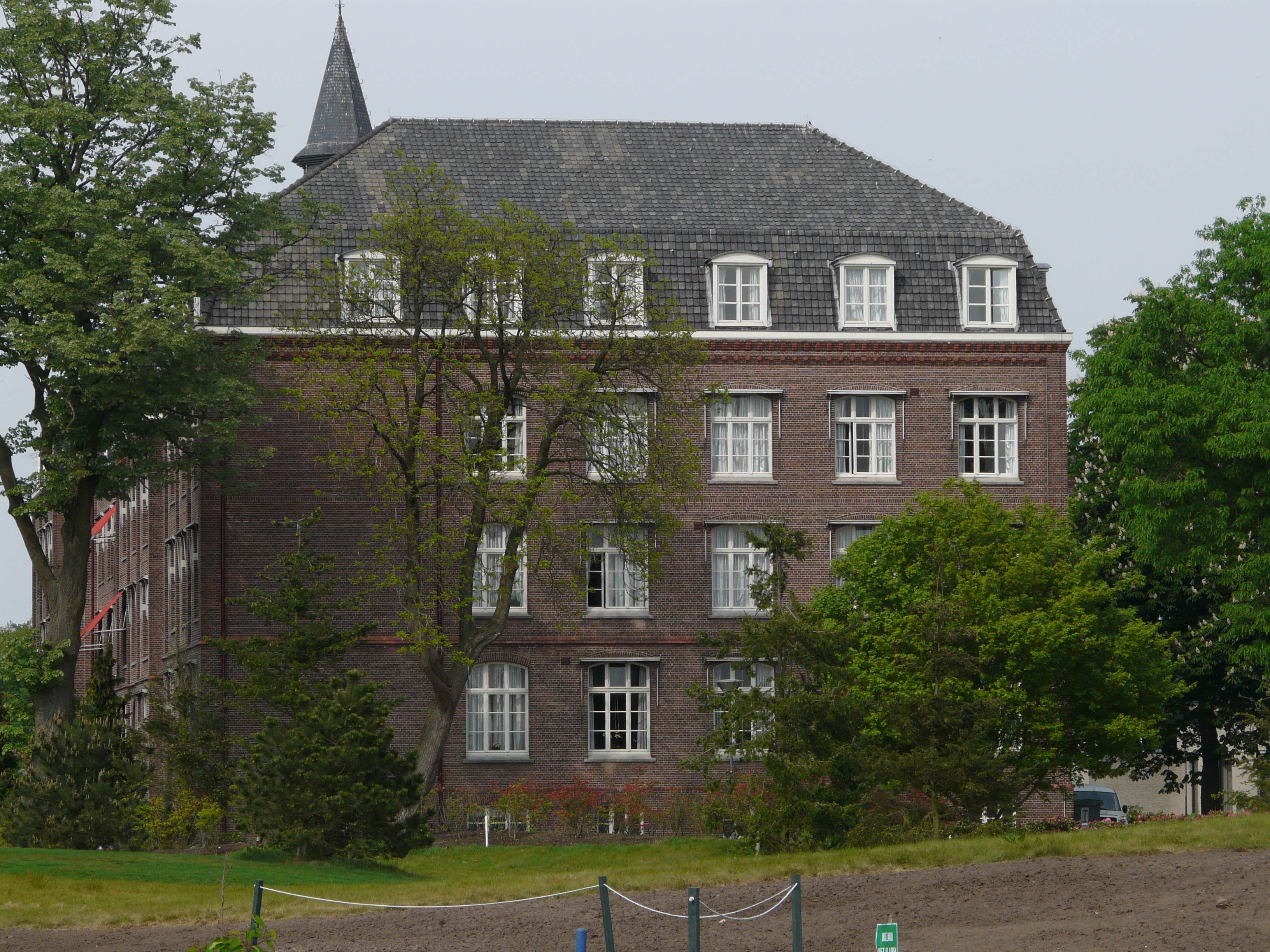
Hoofdgebouw
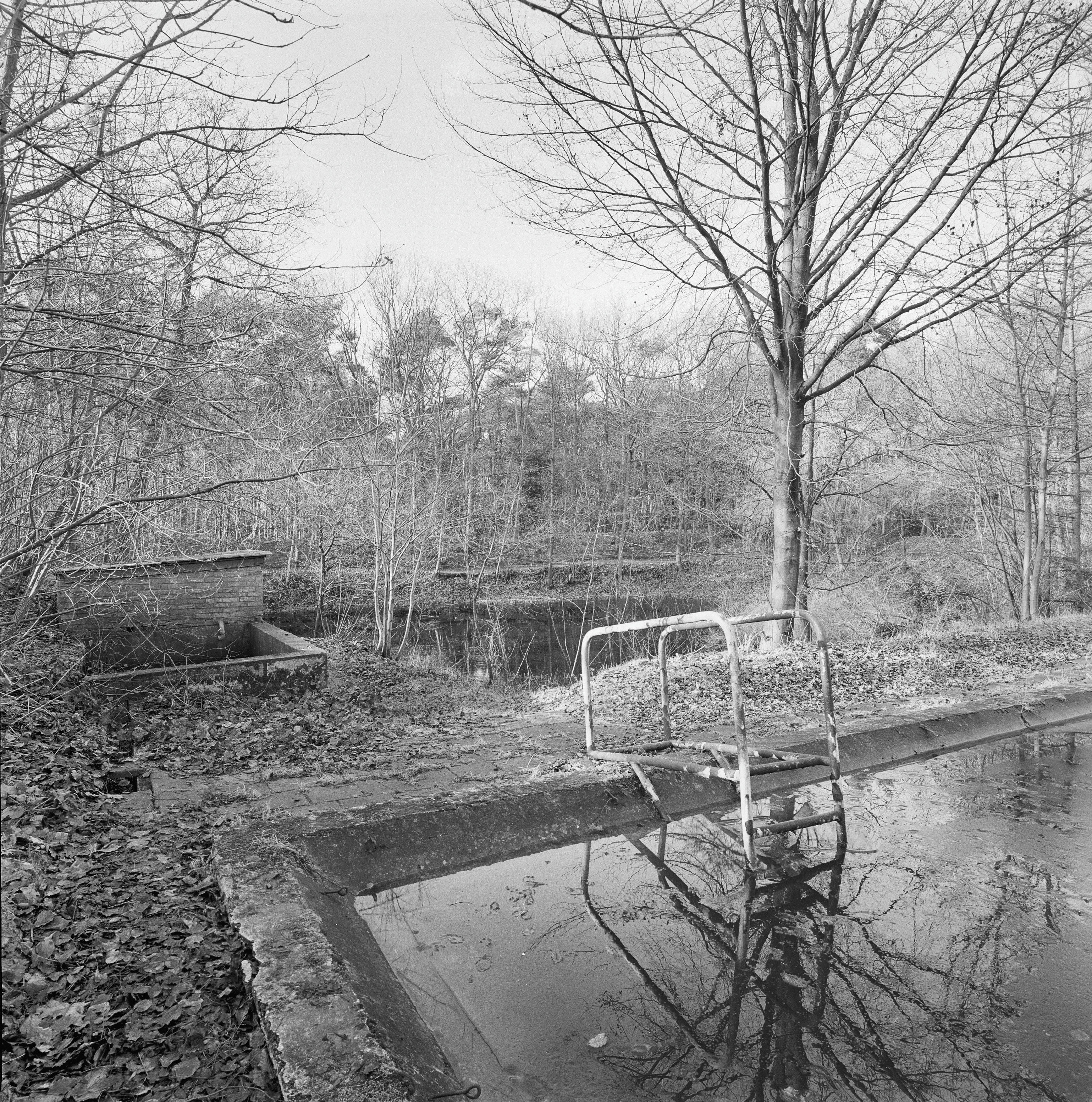
Zwembad (1962) en vijver (1929)
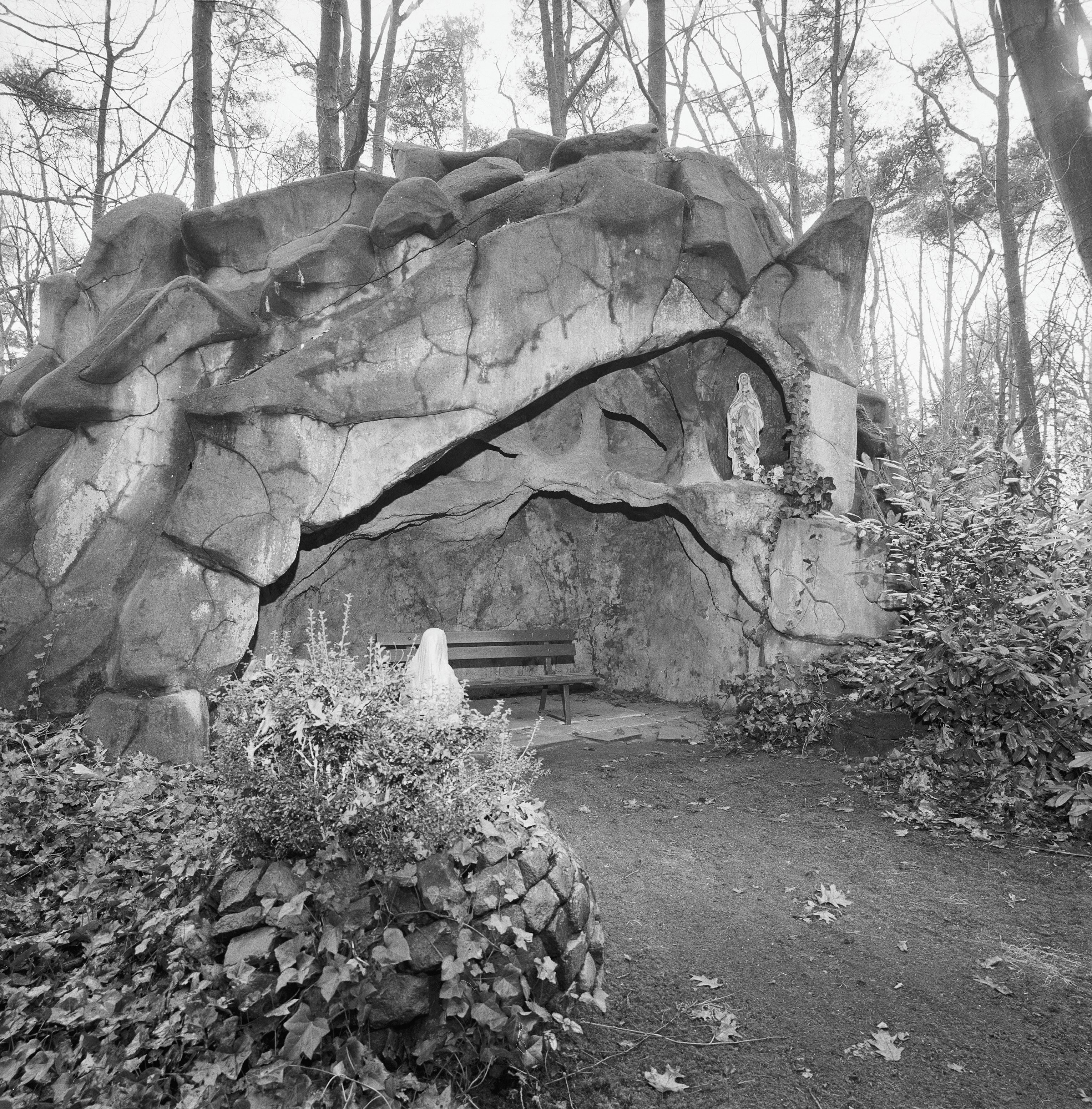
Lourdesgrot